# Васо Гачић
Васо Гачић (Житомислићи, код Мостара, 17. мај 1923 — Мостар, септембар 2006) био је учесник Народноослободилачке борбе и друштвено-политички радник Социјалистичке Републике Босне и Херцеговине.

## Биографија
Рођен је 17. маја 1923. у Житомислићима, код Мостара. Био је учесник Народноослободилачког рата од новембра 1941, а члан Комунистичке партије Југославије (КПЈ) од 1942. године.
Након рата је завршио Вишу партијску школу „Ђуро Ђаковић” у Београду. Потом је био секретар Среског комитета Савеза комуниста у Мостару, председник Скупштине општине Мостар, члан Ревизионе комисије СК Босне и Херцеговине и члан Централног комитета Савеза комуниста Босне и Херцеговине. Биран је за посланика Републичког већа Скупштине СР Босне и Херцеговине. За члана Централног комитета Савеза комуниста Југославије биран је на Једанаестом конгресу СКЈ јуна 1978. године.
Од 1971. до 1974. налазио се на дужности Републичког секретара за унутрашње послове у Извршном већу Скупштине СР Босне и Херцеговине, чији је председник био Драгутин Косовац. У току његовог мандата извршен је јуна 1972. упад усташке терористичке групе Феникс у околину Бугојна, која је ликвидирана у координираној акцији јединица милиције и ЈНА, као и  јединица локалне Територијалне одбране. Од 1974. до 1981. био је у два мандата члан Председништва СР Босне и Херцеговине, а од 1981. до 1983. председник Скупштине СР Босне и Херцеговине.
Преминуо је септембра 2006. у Мостару, a сахрањен је у родном месту.
Носилац је Партизанске споменице 1941. и других југословенских одликовања.